# Heilbronner Phantom
Das Heilbronner Phantom, in der Medienberichterstattung auch Frau ohne Gesicht, von der Polizei Unbekannte weibliche Person (UwP) genannt, war nach dem Polizistenmord von Heilbronn das Ziel einer umfangreichen Fahndung von 2007 bis 2009 in Süddeutschland, Österreich und Frankreich. Aufgrund von DNA-Spuren am Tatort wurde ein Zusammenhang zwischen diesem Mord und einer ganzen Reihe weiterer Straftaten im Zeitraum von 1993 bis 2009 vermutet. Die Spuren 40 weiterer Tatorte enthielten übereinstimmende genetische Fingerabdrücke.
Auffällig war, dass sich zwischen den Fällen ansonsten keinerlei Verbindung herstellen ließ. Auch gab es zu Alter oder Aussehen der gesuchten Person keine brauchbaren Hinweise. Die Fahndung blieb ohne Ergebnis.
Ende März 2009 stellte sich heraus, dass es sich bei den in Heilbronn und an den anderen Tatorten erhobenen Spuren um diagnostische Artefakte handelte. Die zur Spurensicherung verwendeten Wattestäbchen waren verunreinigt, die DNA konnte einer Verpackungsmitarbeiterin eines Herstellers von Abstrichbesteck zugeordnet werden.

## Heilbronner Polizistenmord
Am 25. April 2007 wurden auf der Theresienwiese in Heilbronn die Polizeivollzugsbeamtin Michèle Kiesewetter erschossen und ihr Kollege Martin A. durch einen Kopfschuss schwer verletzt. Die Polizeidirektion Heilbronn gründete die Sonderkommission Parkplatz, welche zunächst die Ermittlungen führte. Sie suchte vor allem nach einer namentlich nicht bekannten Frau, deren DNA in den am Dienstfahrzeug der Polizisten genommenen Spurenproben festgestellt worden war. Aufgrund der Vielzahl von Tatorten, an denen diese DNA schon früher sichergestellt werden konnte und die in den folgenden Jahren noch hinzukamen, vermutete man eine überregional aktive, schwerstkriminelle und kaltblütige Täterin, nach der entsprechend intensiv auch öffentlich (zum Beispiel mit Fahndungsplakaten) gefahndet wurde. Im Januar 2009 betrug die ausgelobte Belohnung für Hinweise auf die Identität oder den Verbleib der gesuchten Frau 300.000 Euro. Wegen personeller Überlastung der Sonderkommission übernahm das Landeskriminalamt Baden-Württemberg am 11. Februar 2009 die Ermittlungen.
Seit dem 7. November 2011 wird das Verbrechen der rechtsterroristischen Gruppe Nationalsozialistischer Untergrund zugeordnet.

## Weitere irrtümlich zugeordnete Straftaten
Die gleiche DNA wurde davor und danach auch bei der Untersuchung von Spuren folgender weiterer Tatorte festgestellt:
- an einer Tasse nach der Tötung einer 62-Jährigen am 25./26. Mai 1993 in Idar-Oberstein (DNA-Analyse 2001)
- an Küchenschubladen nach der Tötung eines 61-Jährigen am 24. März 2001 in Freiburg im Breisgau
- an einer Spritze mit Heroin im Oktober 2001 in einem Waldstück in Gerolstein
- auf einem Keksrest in einem in der Nacht zum 25. Oktober 2001 in Budenheim aufgebrochenen Wohnwagen
- auf einer Spielzeugpistole nach einem Überfall auf vietnamesische Edelsteinhändler 2004 in Arbois
- auf einem Projektil nach einem Streit zwischen zwei Brüdern am 6. Mai 2005 in Worms[5]
- bei einem Einbruch am 6. Juli 2006 in eine Elektrohandlung im österreichischen Mauthausen[6]
- an einem Stein nach einem Einbruch am 3. Oktober 2006 in ein Wohn- und Geschäftshaus im Saarbrücker Stadtteil Burbach (DNA-Analyse April 2008)
- nach einem Einbruch im März 2007 in ein Optikergeschäft in Gallneukirchen
- an einer Getränkedose nach einem Einbruch in der Nacht zum 7. Juli 2007 in eine Saarbrücker Schule durch eine Gruppe Jugendlicher (DNA-Analyse März 2009)[7]
- nach 20 weiteren Einbrüchen und Auto- und Motorraddiebstählen von 2003 bis 2007 in Hessen, Baden-Württemberg, Tirol, Oberösterreich und im Saarland
- an einem Auto, mit dem die Leichen von drei am 30. Januar 2008 in Heppenheim getöteten Georgiern transportiert wurden (DNA-Analyse 10. März 2008)
- nach einem in der Nacht zum 23. März 2008 verübten Einbruch in ein stillgelegtes Hallenbad in Niederstetten
- nach vier Fällen von Homejacking in Quierschied (zweimal), Tholey und Riol im März und April 2008[8]
- nach einem Wohnungseinbruch in Oberstenfeld-Gronau in der Nacht zum 10. April 2008
- nach einem Überfall auf eine Frau am Abend des 9. Mai 2008 in einem Vereinsheim in Saarhölzbach[9]
- an einer Wohnungstür nach einem Streit zwischen zwei Männern am 7. Oktober 2008 in Mannheim (DNA-Analyse Januar 2009)[10]
- im Auto einer Pflegehelferin, die Ende Oktober 2008 bei Weinsberg tot aufgefunden wurde[11]

Insgesamt wurde die DNA an Proben von mindestens 40 Tatorten insbesondere in Baden-Württemberg, Rheinland-Pfalz, im Saarland und in Österreich sichergestellt, unter anderem bei sechs Mordfällen. Die Spuren gingen bis ins Jahr 1993 zurück. Irritierend war auch, dass es an keinem der vielen Tatorte jemals auch nur eine einzige Parallelspur des Phantoms gab: Weder gab es Zeugen, die die Person gesehen hatten, noch fanden sich Fingerabdrücke, Haare, Fasern, Schuhabdrücke oder irgendwelche andere Spuren der Person.
Eine am Institut für Gerichtliche Medizin der Medizinischen Universität Innsbruck, dem Österreichischen DNA-Zentrallabor, vorgenommene Untersuchung der mitochondrialen DNA ergab, dass die DNA Charakteristika aufweist, die gehäuft in Osteuropa und im Gebiet der angrenzenden Russischen Föderation auftreten.
Nachdem 2009 die DNA der unbekannten Verdächtigen nach einem Einbruch in eine Saarbrücker Schule an einer Getränkedose und an den erkennungsdienstlich abgenommenen Fingerabdrücken eines seit dem Jahr 2002 vermissten männlichen Asylbewerbers festgestellt worden war (man hatte nachträglich versucht, aus den Fingerabdrücken der vermissten Person deren DNA zu gewinnen), verdichteten sich die Zweifel an der Realität des Phantoms.

## Aufklärung der Ermittlungspanne: Verunreinigung der DNA-Abstrichbestecke
Neben der tatsächlichen Anwesenheit derselben Person an allen Tatorten gab es auch alternative Erklärungen für das Auffinden der immer gleichen DNA.
Zum einen hätten bewusst falsche DNA-Spuren gelegt worden sein können. Dies wurde aus verschiedenen Gründen als unplausibel verworfen:
- Die Spuren, aus denen die DNA gewonnen worden war (Speichel, Schweiß, Blut, Hautzellen), waren sehr unterschiedlich.
- Das Legen dieser falschen Spuren bereits 1993 und 2001 hätte sehr vorausschauend geschehen müssen.
- Da es sich immer um die gleiche DNA gehandelt hat, hätten auch in diesem Fall all diese Straftaten vom gleichen Täterkreis begangen worden sein müssen, was aber bereits als höchst unwahrscheinlich eingestuft worden war.

Das Legen falscher Spuren durch den oder die wahren Täter wurde nach diesen Überlegungen nach menschlichem Ermessen ausgeschlossen.
Zum anderen war auch schon frühzeitig über eine Verunreinigung eines Teils der Ausrüstung zur Spurensicherung und -analyse spekuliert worden. Die gefundene DNA wäre dann die einer Person, die mit dem Wattestäbchen schon während dessen Produktion in Kontakt gekommen war. Dies konnte theoretisch schon beim Pflücken der Baumwolle geschehen sein.
Im vorliegenden Fall wurde diese Fehlerquelle wegen der geographischen Häufung der Funde und negativ verlaufener Kontrolluntersuchungen „frischer“ Wattestäbchen zunächst ausgeschlossen.
Im März 2009 wurde die Verunreinigungsthese erneut diskutiert. Die Ermittlungsbehörden gingen nun erneut der Möglichkeit einer Verunreinigung nach, da einige der DNA-Spuren aus kriminalistischer Sicht definitiv nicht mehr plausibel zu erklären waren. Mit der Erkenntnis, dass die Wattestäbchen verunreinigt waren, mit denen die DNA-Spuren an einem Tatort in der Regel aufgenommen werden, endete die Fahndung nach dem Phantom.
Die zuständigen Polizeibehörden aller Orte, an denen die DNA des Phantoms festgestellt worden war, hatten ihre Abstrichbestecke von Greiner Bio-One in Frickenhausen bezogen. Das erklärte auch, warum in Bayern (dessen Polizei Wattestäbchen eines anderen Herstellers bezieht) keine derartigen DNA-Spuren festgestellt wurden. Damit war das Rätsel der merkwürdigen geographischen Verteilung der DNA-Fundstellen und der Verschiedenheit der Fälle, in denen sie auftauchten, gelöst. Die DNA-Verunreinigung auf den Wattestäbchen stammte von einer aus Oberschlesien stammenden Mitarbeiterin des Verpackungsbetriebs Böhm Kunststofftechnik im oberfränkischen Tettau-Langenau. Dort wurden die aus China importierten hölzernen Wattestäbchen manuell auf Verschlussstopfen montiert und in Plastikröhrchen verpackt. Zwar tragen die Mitarbeiter Schutzkleidung, um die Wattestäbchen vor Verunreinigung zu schützen, ein DNA-freies Produkt sei jedoch nie gefordert gewesen..
Es stellte sich in diesem Zusammenhang heraus, dass es für diesen entscheidenden Baustein der juristischen DNA-Beweisführung bislang keine verbindlichen Qualitäts- bzw. Sterilitätsstandards gibt. Diese Feststellung führte zu einer Diskussion über die Qualitätsstandards von Wattestäbchen und die Bezugsquellen dieses Produkts. Das Hauptproblem hierbei ist, dass entsprechende Normen nur empfehlende Vorgaben sind. Die Behörden wollen sich künftig Garantien für die Qualität der Wattestäbchen geben lassen. Im Juli 2009 wurde festgelegt, dass die baden-württembergische Polizei nur noch mit Ethylenoxid gereinigte Wattestäbchen zur DNA-Aufnahme an Tatorten verwenden darf – mit diesem Verfahren wird derzeit am ehesten sichergestellt, dass das Aufnahmebesteck selbst nicht schon vor Verwendung mit DNA verunreinigt ist. Die Wattestäbchen sollen auch nur noch über den zentralen Einkauf der Polizei beschafft werden.
Das Unternehmen Greiner Bio-One hatte auf seiner Website zwischenzeitlich darauf hingewiesen, dass seine Abstrichbestecke zwar steril, aber nicht garantiert DNA-frei seien und deshalb nur für Abstriche im bakteriologischen Bereich, nicht aber für molekulardiagnostische Analysen wie die Abnahme von DNA-Spuren geeignet gewesen seien, und dass dies auch aus der Produktbeschreibung und dem Beipackzettel eindeutig hervorgegangen sei. Am 30. März 2009 musste Greiner Bio-One jedoch zugeben, dass einigen Chargen ihrer Abstrichbestecke offenbar doch ein Zertifikat beigelegen hatte, wonach die Wattestäbchen DNA-frei seien, obwohl dies gar nicht zutraf.

## Rezeption
Die Folge Die Unsichtbare des von Radio Bremen im Jahre 2009 produzierten Radio-Tatorts verarbeitet den Fall. Da die Ermittlungspanne erst kurz vor der Erstsendung bekannt wurde, wurde das Hörspiel innerhalb kurzer Zeit nachbearbeitet, um die tatsächliche Lösung des Falles (verunreinigte Wattestäbchen) einarbeiten zu können.
Literarisch behandelt wird das Phantom im Roman Eisige Nähe des Autors Andreas Franz aus dem Jahr 2010. Auch dort wird an verschiedenen Tatorten die DNA der unbekannten weiblichen Person gefunden. Zeitlich ist der Roman kurz nach der Entdeckung der kontaminierten Wattestäbchen angesiedelt, jedoch wird diese Aufklärung im Buch angezweifelt.
Auch der 2011 erschienene Roman Lisa des österreichischen Autors Thomas Glavinic ist an die Geschichte des Phantoms angelehnt: Im Roman zieht sich ein paranoider Mann mit seinem achtjährigen Sohn in die Wildnis zurück, um einer Mörderin und Diebin zu entkommen, deren DNA an zahlreichen Tatorten gefunden wurde. Besagte Täterin wird im Buch zunächst als Phantom, später als Lisa bezeichnet. Am Ende erfährt der Leser von verunreinigten DNA-Stäbchen, die das Phantom in Luft auflösen.
Die vierte Folge der sechsten Staffel der TV-Serie CSI: NY (Originaltitel: Dead Reckoning; deutscher Titel: Das DNS-Phantom) wurde an den Fall des Heilbronner Phantoms angelehnt. Auch die erste Folge der 15. Staffel der englischen Serie Gerichtsmediziner Dr. Leo Dalton (orig.: Silent Witness) basiert auf dem Fall. In der Serie Elementary wurde das Thema in der Episode Der Geist von Brooklyn (7.09, Originaltitel: On the Scent) aufgegriffen.
In der Folge 26 Mädchenträume (2017) der 31. Staffel der TV-Serie SOKO München gerät ein Student bei mehreren Mordfällen in Verdacht. Er hatte jedoch nur einige Wochen die verwendeten Wattestäbchen verpackt und das teilweise ohne Handschuhe.